# St. Georg (Rechtenstein)

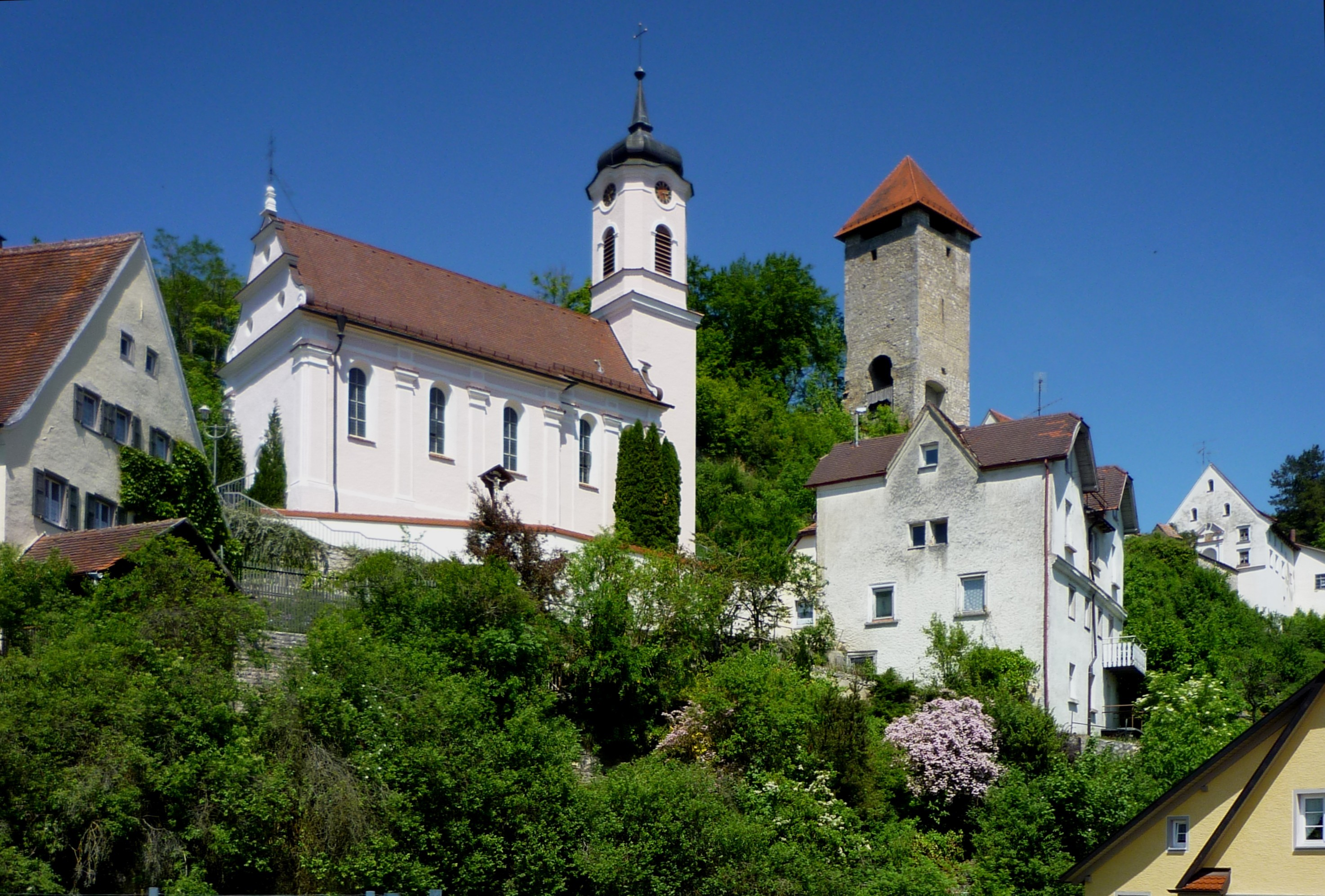
St. Georg in Rechtenstein

Die römisch-katholische Filialkirche St. Georg steht unterhalb der Burgruine von Rechtenstein, einer Gemeinde im Alb-Donau-Kreis in Baden-Württemberg. Die Kirchengemeinde gehört zur Diözese Rottenburg-Stuttgart. Das Bauwerk ist beim Landesamt für Denkmalpflege Baden-Württemberg als Baudenkmal eingetragen.

## Beschreibung

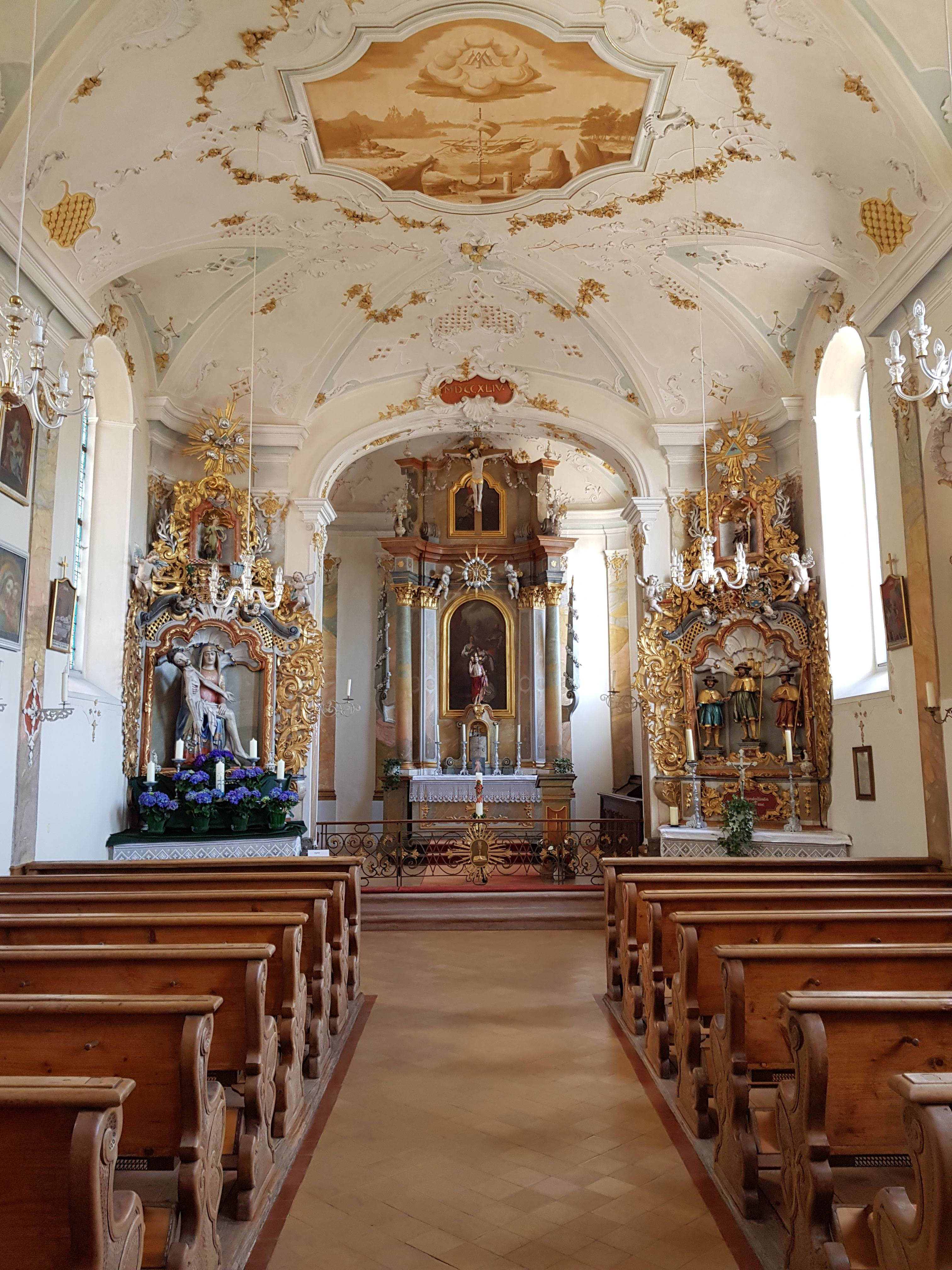
Blick zum Chor

Die 1744 gebaute Saalkirche besteht aus einem Langhaus, einem eingezogenen, gerade geschlossenen Chor im Osten, dem Kirchturm an der Ostwand und der Sakristei an der Nordwand des Chors. Die Fassade im Westen, in der sich das Portal befindet, ist mit einem Volutengiebel bedeckt. Zwischen den Pilastern des Langhauses befinden sich Bogenfenster. Die quadratischen Geschosse des Kirchturms wurden mit einem achteckigen aufgestockt, das den Glockenstuhl und darüber die Turmuhr beherbergt. Darauf sitzt eine Zwiebelhaube.